# Myron Wendzyłowycz
Myron Demjanowycz Wendzyłowycz (ur. 26 sierpnia 1919 w Solince, zm. 8 kwietnia 1992 we Lwowie) – ukraiński architekt.

## Życiorys
Od 1931 do 1938 uczył się w gimnazjum w Chyrowie, a następnie rozpoczął studia w krakowskiej Akademii Sztuk Pięknych. W 1946 rozpoczął studia na Wydziale Inżynierii Lądowej Politechniki Lwowskiej, dyplom ukończenia otrzymał w 1949. Wyjechał wówczas do Użhorodu, gdzie pracował w „Obłsilproekti”. W 1953 przeprowadził się do Lwowa, pracował jako inżynier projekt, a następnie główny architekt w przedsiębiorstwie „Dipromist”. Od 1964 był wykładowcą historii architektury wnętrz w Lwowskim Państwowym Instytucie Sztuki Dekoracyjnej i Stosowanej, od 1971 był docentem, a następnie kierownikiem katedry, a od 1984 profesorem. Równolegle od 1964 do 1971 przewodniczył lwowskiemu oddziałowi Związki Architektów Ukrainy, w 1972 otrzymał narodową nagrodę im. Tarasa Szewczenki.

## Dorobek architektoniczny

### Budynki

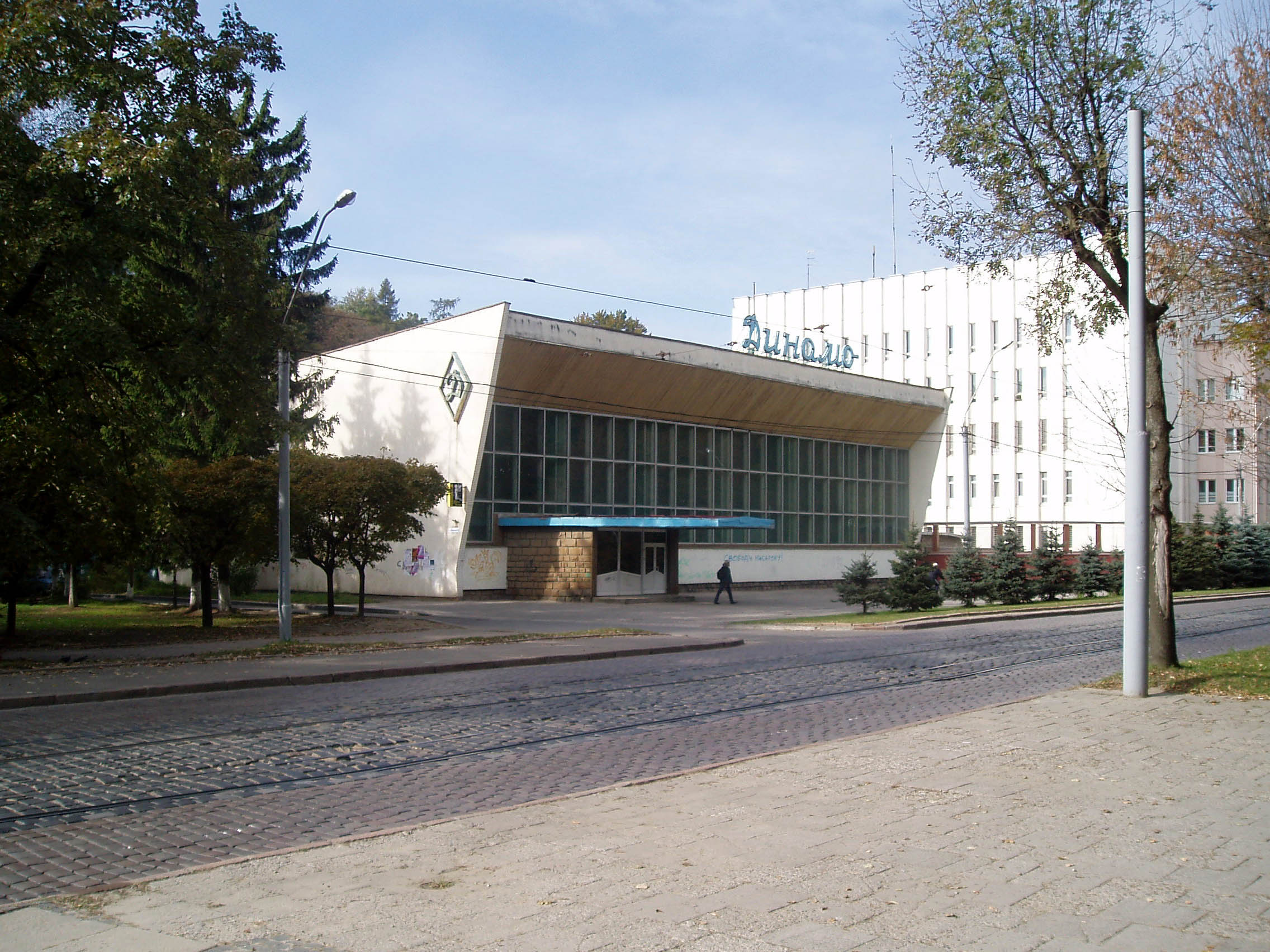
Kompleks sportowy „Dynamo” przy ulicy Dmytra Witowskiego 53 we Lwowie

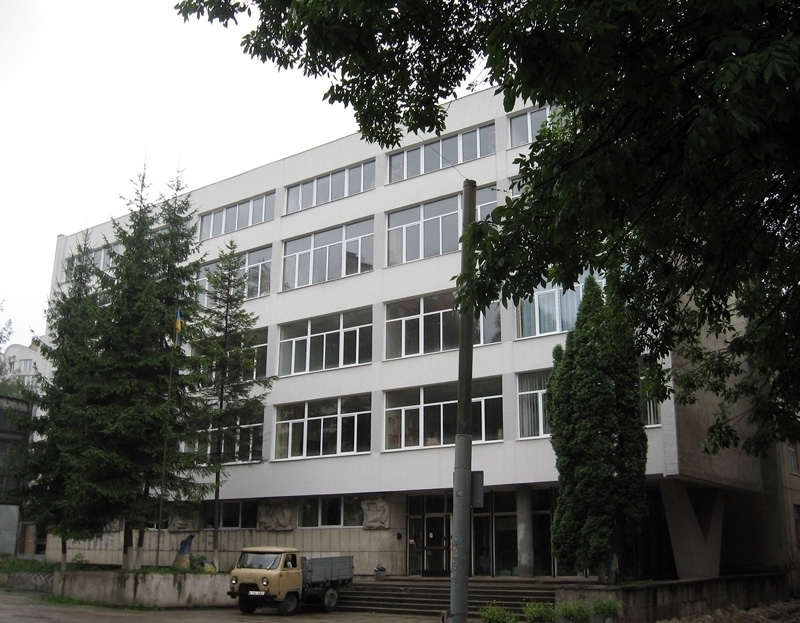
Budynek laboratoryjny Lwowskiej Akademii Sztuk Pięknych ulicy Włodzimierza Kubijowicza 38 we Lwowie

- Centralny rynek rolny przy ulicy Bazarnej 11 we Lwowie;
- Bursa Instytutu Handlu i Ekonomii przy ulicy Terszakowiczów 2a;
- Biurowiec „Obłspożywspiłki” (Rejonowego Biura Handlu Spożywczego) w Użhorodzie /1952-1954/;
- Budynek przy ulicy Użhorodzkiej 17 w Berehowie /1954-1955/;
- Budynek administracyjny fabryki farb i lakierów we Lwowie /1954-1955/;
- Kino „Kosmos” w Iwano-Frankiwsku /1957/;
- Projekt niskiej zabudowy osiedla Lewandówka we Lwowie, budynki jedno i dwupiętrowe (wspólnie z Henrichem Szweckim-Wineckim) /1958/;
- Bloki mieszkalne na osiedlu Sygniówka we Lwowie (wspólnie z Henrichem Szweckim-Wineckim) /1958/;
- Budynek mieszkalny przy ulicy Kerczeńskiej 8 /1954-1958/;

Plan perspektywiczny i rozwoju miasta Dolina /1959/;
- Dom młodzieży w Brzuchowicach /1961-1962/;
- Projekt dzielnicy mieszkaniowej we Lwowie pomiędzy ulicami Warszawską i prospektem Wjaczesława Czornowoła współautor S. Domazar /1964/;
- Budynek dla centrum obliczeniowego instytutu „Ukrzemproekt” we Lwowie /1962-1967/;
- Budynek przy ulicy Dmytra Witowskiego 38 we Lwowie;
- Budynek Wydziału Fizyki Uniwersytetu Lwowskiego ulica Cyryla i Metodego 8 /1963-1968/;
- Sanatorium „Dnipro” w Truskawcu /1969/;
- Budynek laboratoryjny Lwowskiej Akademii Sztuk Pięknych ulicy Wołodymyra Kubijowicza 38 we Lwowie /1972/;
- Kompleks sportowy „Dynamo” przy ulicy Dmytra Witowskiego 53 we Lwowie /1969-1972/;
- Wnętrze restauracji „Truskaweć” w Truskawcu /1978/;
- Cerkiew Narodzenia Najświętszej Marii Panny w Nowym Rozdole /1991-2006/;
- Cerkiew świętych Włodzimierza i Olgi w Derewaczu /1990-1993/;
- Cerkiew Wstawiennictwa Bogurodzicy w Lipnikach /1990-1995/;
- Cerkiew świętych Włodzimierza i Olgi przy ulicy Symonenki we Lwowie /1991-1996/;
- Cerkiew św. Piotra i Pawła w Zimnej Wodzie /1991-2005/.

### Pomniki
- Otoczenie pomnika „Bojowej Sławy Radzieckich Sił Zbrojnych (Monument Sławy)” we Lwowie (autor rzeźby Aleksandr Pirożkow z zespołem) /1971/;
- Otoczenie pomnika Wasiła Stefanika we Lwowie (autor rzeźby Wołodymyr Skołozdra) /1970-71/;
- Otoczenie pomnika Stepana Tudora we Lwowie na placu Jewhena Małaniuka /1981/;
- Otoczenie pomnika Aleksandra Hawryluka przy ulicy Mykoły Łysenki we Lwowie.

### Projekty niezrealizowane
- Muzeum-skansen chwały kozackiej na wyspie Chortyca;
- Pomnik Tarasa Szewczenki we Lwowie, z rzeźbą Łeonid Wasyluka.